# نقص دی هیدروپیریمیدیناز
نقص دی هیدروپیریمیدیناز نوعی ناهنجاری متابولیک مادرزادی است که در اثر نقص آنزیم دی هیدروپیریمیدیناز بروز می‌کند. این آنزیم دومین مرحله از مسیر تجزیه پیریمیدین را کاتالیز می‌کند.

## علائم بالینی
- زمان تولد و دوره نوزادی: طبیعی.
- دوره شیرخوارگی: از دوره شیرخوارگی با علائم مشابه نقص آنزیمی دی هیدروپیریمیدین دهیدروژناز شروع می‌شود. علاوه بر این اشکالات تغذیه، آتروفی مادرزادی پرزهای میکرونی روده و فلج اسپاستیک همه اندامها نیز بروز می‌کند. بیماران ممکن است بدون علامت باشند.

## نقص آنزیم
نقص در آنزیم دی هیدروپیریمیدیناز.

## توارث ژنتیکی
اتوزوم مغلوب.

## میزان بروز
نادر.

## روش تشخیص
- پلاسما: اوراسیل و تیمیدین بالا.
- ادرار: اوراسیل و تیمیدین بالا، دی هیدرو اوراسیل و دی هیدرو تیمیدین بالا.
- مایع مغزی نخاعی: اوراسیل و تیمیدین بالا.

## درمان
ندارد.

## آزمون تشخیص قبل از تولد
ندارد.